# Fita Benkhoff
Fita Benkhoff (Dortmund, 1 de noviembre de 1901–Múnich, 26 de octubre de 1967) fue una actriz alemana.

## Biografía
Benkhoff nació en 1901. Sus padres regentaban el Walhalla, uno de los mayores establecimientos de atracciones de Dortmund. Fita Benkhoff asistió primero al liceo femenino, después trabajó en el Grafenhof de su hermano Paul, se hizo asistente dental y después trabajó como telefonista en una empresa comercial. Durante este tiempo, tomó clases de interpretación a escondidas con Emil Bender. En 1924 entró como aprendiz en el Stadttheater de Dortmund, donde interpretó el papel del Paje en Don Carlos. A continuación actuó como Reina de las Muñecas en Las aventuras de Suse Schmutzfink, como Recha en  Nathan der Weise y, por último, como Tschang-Haitang en Der Kreidekreis (El círculo de tiza). Se trasladó a Lübeck, donde interpretó papeles como Gretchen en Fausto, Desdémona en Otelo y Santa Juana en la obra del mismo nombre. De Lübeck se trasladó a Düsseldorf para unirse al grupo de Louise Dumont. Después actuó en Breslavia y Viena.
En la década de 1920, cuando la actriz Louise Dumont se separó de su marido, se vinculó a varias actrices jóvenes, incluida Benkhoff. Por ello se sabe que Dumont era bisexual.
En 1933 apareció por primera vez en un pequeño papel en la película Der streitbare Herr Kickel. Cuando la UFA le ofreció el papel de una anciana cómica en la película Die Medaille, Fita Benkhoff lo aceptó. Este papel consolidó su reputación como cómica y, a partir de entonces, recibió muchos papeles similares. Su primera aparición importante en el cine fue como la sirvienta Andria en la versión cinematográfica de Amphitryon, a la que siguieron Opernball, Schwarzer Jäger Johanna y varias comedias sociales. Fita Benkhoff interpretó casi exclusivamente papeles secundarios, normalmente de mejor amiga, tía o madre de la actriz principal. Junto a Grethe Weiser, fue considerada una de las actrices secundarias más divertidas del cine alemán. Tuvo uno de sus pocos papeles protagonistas junto a Karl Schönböck en la comedia de 1944 Ich hab' von dir geträumt. Paralelamente a su trabajo en el cine, siguió interpretando papeles en el Volksbühne de Berlín y en el Deutsches Theater. Aquí obtuvo su mayor éxito escénico como Klara en Maria Magdalena, de Hebbel.En 1944 figuró en la lista de indultados por el Ministerio de Ilustración Popular y Propaganda del Reich.
Inusualmente para una actriz, Fita Benkhoff firmó en los años 50 una petición contra el rearme que se planeaba entonces y que luego se llevó a cabo, pero que polarizó a la población alemana. Tras la muerte de su marido, el comerciante Wilhelm Strom, en 1957, se trasladó de su casa de Berg a un piso en Múnich. Comenzó a pintar. Siguió actuando en numerosos papeles en el cine.
En 1967 recibió el premio Bambi.
Fita Benkhoff falleció el 26 de octubre de 1967 a la edad de 65 años en Múnich tras una corta y grave enfermedad. Fue enterrada en el panteón familiar del cementerio Südwestfriedhof de Dortmund.